# 史密森尼站
史密森尼站（英語：Smithsonian Station）是華盛頓地鐵橘線、藍線及银线交會的地鐵車站。银线始于2014年7月26日开通于此。該站接近國家廣場的中心，南邊出口位於獨立大道及西南12街交叉口的西南方，電梯入口則位於該路口的西北方，北邊出口位於國家廣場南側接近西南傑佛遜大道處。本站站名取自所在地附近屬於史密森尼學會的眾多博物館，距離華盛頓紀念碑及潮汐湖（Tidal Basin）等國家廣場附近的景點亦十分接近，週邊也有許多聯邦政府的辦公建築，包括美國能源部及美國農業部等。
本站從2002年開始的每個7月4日都會全天關閉，因為本站的北側出口正好位在美國獨立日期間國家廣場的安全管制區範圍內。

## 車站結構
| G        | 街道層             | 出入口                                                                             |
| M        | 夾層               | 單向閘機、售票機、車站詢問處                                                       |
| P 月台層 | 側式月台，右側開門 | 側式月台，右側開門                                                                 |
| P 月台層 | 西行               | 往法蘭克尼亞-春田（聯邦三角） · 往維也納（聯邦三角） · 往威勒-雷斯頓東（聯邦三角） |
| P 月台層 | 東行               | 往拉戈鎮中心（朗方廣場） · 往新卡羅頓（朗方廣場）                                  |
| P 月台層 | 側式月台，右側開門 |                                                                                    |

## 出軌事故
1982年1月13日時，一列橘線列車在本站與聯邦三角站之間一個失靈的轉轍器出軌，造成3死25傷，是華盛頓地鐵第一次造成人員死亡的事故。

## 車站週邊
- 美國聯邦政府所屬建築：
  - 美國雕刻及印刷局（Bureau of Engraving and Printing，美國財政部下轄機構）
  - 美國農業部（United States Department of Agriculture）
  - 美國能源部（United States Department of Energy）
- 國家廣場（National Mall）
- 史密森尼學會所屬建築：
  - 阿瑟·M·薩克勒美術館（Arthur M. Sackler Gallery）
  - 美術和工業大廈（Arts and Industries Building，關閉中[3]）
  - 弗里爾美術館（Freer Gallery of Art）
  - 赫什霍恩博物館和雕塑園（Hirshhorn Museum）
  - 國立非洲藝術博物館（National Museum of African Art）
  - 國立美國歷史博物館（National Museum of American History）
  - 國立自然歷史博物館（National Museum of Natural History）
  - 史密森尼學會大廈（Smithsonian Institution Building）
- 潮汐湖（Tidal Basin，華府櫻花節開花地點）
- 美國大屠殺紀念館（United States Holocaust Memorial Museum）
- 華盛頓紀念碑（Washington Monument）

## 外部連結
- WMATA: Smithsonian Station
- StationMasters Online: Smithsonian Station （页面存档备份，存于）
- The Schumin Web Transit Center: Smithsonian Station
- The Mall Entrance (North Entrance) is at coordinates 38°53′20.7″N 77°1′42.2″W / 38.889083°N 77.028389°W
- The Independence Avenue and 12th Street SW Entrance (South Entrance) is at coordinates 38°53′14.7″N 77°1′42.6″W / 38.887417°N 77.028500°W
- The Street Elevator Entrance is at coordinates 38°53′15.90″N 77°1′42.75″W / 38.8877500°N 77.0285417°W